# Franco Leoni

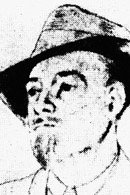
Portret Franco Leoniego, ok. 1901, autor nieznany

Franco Leoni (ur. 24 października 1864 w Mediolanie, zm. 8 lutego 1949 w Londynie) – włoski kompozytor operowy wykształcony w Konserwatorium Mediolańskim jako uczeń Ponchiellego.
Jego pierwszą zaprezentowaną operą była Raggio di Luna (1980), której premiera odbyła się w konserwatorium, w którym zdobywał edukację. W 1892 wyjechał do Londynu, w którym powstały i zostały wystawione m.in. opery Rip van Winkle (1897) i Ib and Little Christmas (1901). Następnie w jego dorobku jego dorobku pojawiły się kolejne opery, w tym L'Oracolo (1905) - uznawana za największe osiągnięcie w karierze Franco Leoniego oraz Francesca da Rimini (1914). W tym okresie kilkukrotnie zmieniał też kraj pobytu kolejno na Francję, Włochy i ponownie Wielką Brytanię, w której zmarł w wieku 84 lat.